# Nguyễn Nam Hưng
Nguyễn Nam Hưng (1933 – 14 tháng 8 năm 2019), tên thật Nguyễn Văn Trịnh, là một Thiếu tướng Quân đội nhân dân Việt Nam, nguyên Chỉ huy trưởng Bộ chỉ huy Quân sự tỉnh Bà Rịa – Vũng Tàu.

## Tiểu sử
Nguyễn Văn Trịnh sinh năm 1933 tại ấp Tân Kiều, làng An Phú Tây, tổng Long Hưng Trung, quận Trung Quận, tỉnh Chợ Lớn, Nam Kỳ thuộc Pháp. Vùng này, ngày nay là xã An Phú Tây, huyện Bình Chánh, Thành phố Hồ Chí Minh. Trịnh mồ côi mẹ từ nhỏ, cha bỏ xứ đi vì nghèo đói, Trịnh được anh ruột tên Trình nuôi nấng. Năm 14 tuổi (1946), trong khi đang ở đợ cho một quán ăn, Trịnh nhận ra một nhóm các chiến sĩ Việt Minh là đồng đội của liệt sĩ Trình, rồi chào tạm biệt quê hương xin gia nhập Việt Minh.

## Kháng chiến chống Pháp
Trịnh biết tin anh ruột của mình là một người đi theo phong trào cách mạng của Mặt trận Việt Minh, bị Pháp thủ tiêu. Một số chiến sĩ Thanh niên tiền phong Việt Minh đến quán ăn và nhận ra Trịnh là em ruột của Ba Trình vừa hy sinh. Từ đó, Trịnh đi theo lực lượng kháng chiến, ban đầu thuộc đội ngũ thiếu sinh quân Chi đội 25, rồi tham gia Ban tình báo (Trinh sát) Chi đội 25.
Năm 1949, Trịnh được chuyển công tác về Văn phòng Trung đoàn 397 mới thành lập, được kết nạp Đảng viên Đảng Cộng sản Việt Nam ngày 19 tháng 12 năm 1949. Ông lấy tên mới: Nguyễn Nam Hưng (gọi là Năm Hưng). Năm 1950, ông giữ các chức vị tiểu đội trưởng thuộc Trung đội Cảnh vệ, Phòng Tham mưu Tỉnh đội Bà Chợ. Năm 1953, ông làm trợ lý quân lực thuộc Phòng Tham mưu Sư đoàn 330, Khu 9 và cùng đơn vị ra bắc theo hiệp định Geneve.
Tháng 5 năm 1956, ông được cử đi học theo lứa thiếu sinh quân của miền Nam tập kết tại Trường Sĩ quan Lục quân (Sơn Tây). Tháng 9 năm 1958, ông là trung đội trưởng kiêm đại đội phó Đại đội 1, Tiểu đoàn 7, Trung đoàn 3, Sư đoàn 330.

## Chiến tranh Việt Nam
Năm 1960, Nguyễn Nam Hưng đi theo đoàn Phương Đông 2 vào nam, đến chiến khu D, làm trợ lý Phòng tác chiến T1 (Phòng Tham mưu Miền Đông, Quân khu 7). Suốt nhiều tháng lội bộ, ông về đến trung ương cục miền nam vào tháng 7 năm 1960. Được gọi là một "cán bộ mùa thu", ông được điều về vùng Đất Cuốc, làm trợ lý tác chiến của QK7. Giai đoạn này ông chỉ làm trợ lý, nghiên cứu và học kinh nghiệm tác chiến.
Ngày 5 tháng 10 năm 1964, ông chính thức được bổ nhiệm làm tiểu đoàn trưởng Tiểu đoàn 500 T1 (Miền Đông). Đây là tiểu đoàn tập trung đầu tiên của Quân giải phóng miền Nam. Năm 1965, tiểu đoàn đổi tên gọi là Tiểu đoàn 800 được huy động tham gia Chiến dịch Bình Giã (Tháng 12, 1965), rồi thành Tiểu đoàn 1 thuộc Trung đoàn 4, Sư đoàn 5 (Quân khu 7). Ngày 2 tháng 9 năm 1965, ông được bổ nhiệm làm Tham mưu trưởng Trung đoàn 4. Trong chiến khu, ông lập gia đình với một nữ du kích tên Tuyết và sinh con trai đầu lòng ở đó. Trong trận đánh Võ Su tháng 2/1966 ông trực tiếp chỉ huy trận và bị thương, tháng 4/1966 ông thắng trận Tầm Bó ở xã Cẩm Mỹ. Từ đó đến cuối năm 1967 ông tiếp tục làm tham mưu trưởng trung đoàn 4.
Tháng 8 năm 1967, QK7 cử ông làm trung đoàn trưởng Trung đoàn 4, tức trung đoàn Đồng Nai (nay là Bộ Chỉ huy Quân sự tỉnh Đồng Nai). Năm 1968, ông đã chỉ huy trực tiếp Tiểu đoàn 2, Trung đoàn 4 tấn công các căn cứ quân sự tại Thủ Đức. Giữa năm, ông bị bệnh nặng nên phải rút về hậu cứ phẫu thuật và không tham gia các đợt tấn công sau Mậu Thân, Kỷ Dậu.
Tháng 4 năm 1969, ông được chuyển về làm Trưởng ban Tác chiến thuộc Phòng Tham mưu Quân khu 7, đến tháng 9 tạm quay về Trung đoàn Đồng Nai . Sau đó ông theo lệnh điều động chuyển sang Campuchia công tác ở sư đoàn 5 vào đầu năm 1971. Rồi làm phó tham mưu trưởng (1971), tham mưu trưởng (1972) Sư đoàn 5. Khi đang chờ đợi hiệp định Paris hết hiệu lực, miền bắc điều ông ra Hà Nội giữa năm 1974. Năm 1975, ông làm Tư lệnh phó Sư đoàn 5 và được Trần Văn Trà dẫn vào miền nam, tham gia Chiến dịch Hồ Chí Minh, giải phóng thị xã Tân An và tỉnh Long An.

## Cuối đời
Năm 1976, ông giữ chức Trưởng phòng Tác chiến, Bộ Tham mưu Quân khu 7. Từ năm 1978 là Sư đoàn trưởng Sư đoàn 303, Quân khu 7, tham chiến mặt trận 479 chống quân đội Khơme Đỏ. Từ năm 1981 ông quay về làm Trưởng phòng Tác chiến Quân khu 7. Năm 1986, ông lại sang Campuchia giữ trong trách Phó tư lệnh Mặt trận 779. Năm 1990, ông là Chỉ huy trưởng Bộ Chỉ huy Quân sự Đặc khu Vũng Tàu – Côn Đảo, từ tháng 11 năm 1991 là Chỉ huy trưởng Bộ Chỉ huy Quân sự tỉnh Bà Rịa – Vũng Tàu.
Tháng 10 năm 1999, ông được nghỉ hưu. Ngày 14 tháng 8 năm 2019, ông qua đời tại nhà riêng ở Bà Rịa.

## Lịch sử thụ phong
- Thiếu tướng (tháng 6 năm 1988).[2]

## Danh hiệu[3]
- Huân chương Độc lập hạng Ba.
- Huân chương Quân công hạng Nhì, Ba.
- Huân chương Chiến công hạng Nhất, Nhì, Ba.
- Huân chương Chiến thắng hạng Ba.
- Huân chương Kháng chiến chống Mỹ hạng Nhất.
- Huân chương Bảo vệ Tổ quốc hạng Nhất.
- Huân chương Chiến sĩ giải phóng hạng Nhất, Nhì, Ba.
- Huân chương Chiến sĩ vẻ vang hạng Nhất, Nhì, Ba.
- Huy chương Quân kỳ Quyết thắng.
- Huy hiệu 70 năm tuổi Đảng.